# Tracer
Lena Oxton, más conocida como Tracer, es un personaje ficticio del videojuego de disparos en primera persona Overwatch desarrollado por Blizzard Entertainment. Tracer, es de origen británico, ha sido señalada por los puntos de venta de videojuegos por ser alegre y enérgica. 
En el juego, Tracer tiene poca salud pero es muy rápida y sus habilidades incluyen la teletransportación y el viaje en el tiempo. Esas habilidades fueron causadas por un accidente que la dejó incapaz de mantener una forma física en el presente hasta que Winston inventó el acelerador cronal, un dispositivo que le permite controlar su propio marco de tiempo.
Tracer es uno de los personajes de Overwatch más reconocibles, ocupa un lugar destacado en los medios oficiales del juego, incluidos los trabajos promocionales y la portada del juego. Tracer se hizo más conocida después de que los medios de comunicación prestaron atención a las controversias en línea que rodean una de sus poses de victoria en el juego y su prominencia en la pornografía producida por fanáticos, que Blizzard ha tratado de eliminar.
El personaje también ha aparecido en medios animados Overwatch y en una serie de cómics digitales basados en el juego. En su debut cómico se revela que es lesbiana, una representación que fue recibida positivamente por los medios de comunicación y los jugadores.

## Historia
La antigua agente de Overwatch conocida como Tracer es una aventurera que salta en el tiempo y es una incontenible fuerza del bien.
Lena Oxton (alias: Tracer) era la persona más joven alguna vez introducida en el programa de vuelo experimental de Overwatch. Conocida por sus intrépidas habilidades como piloto, fue cuidadosamente seleccionada para probar el prototipo de un caza teletransportador, el Slipstream. Pero durante su primer vuelo, la matriz de teletransportación de la aeronave falló y desapareció. Se dio a Lena por muerta.
Meses después, reapareció, pero su dura experiencia la había cambiado enormemente: sus moléculas ya no estaban sincronizadas con el flujo del tiempo. Padecía de una "desasociación cronal", era un fantasma viviente y desaparecía durante horas y días. Incluso en los breves momentos en los que estaba presente, no podía mantener una forma física.
Los doctores y científicos de Overwatch estaban perplejos. El caso de Tracer parecía no tener esperanza hasta que un científico llamado Winston diseñó el acelerador cronal, un dispositivo capaz de mantener a Tracer anclada en el presente. Además, le dio a Tracer la habilidad de controlar su propio tiempo, permitiéndole acelerar o desacelerar su tiempo a su voluntad. Con sus habilidades nuevas, se convirtió en uno de los agentes más eficientes de Overwatch.
Desde la disolución de Overwatch, Tracer sigue haciendo el bien y peleando por una causa justa, siempre que se presenta la oportunidad.

## Recepción
Tracer ha sido citado como la "chica del cartel" para el videojuego Overwatch la revista Hardcore Gamer la describió como "el personaje más icónico de Overwatch". Muchas publicaciones se refieren a ella como la mascota del juego o notan que ella esencialmente cumple ese rol. Antes del lanzamiento oficial del juego, VentureBeat escribió, "si has prestado atención a la cultura de los primeros fanáticos de Overwatch, es probable que hayas notado que Tracer parece especialmente popular". Nathan Grayson de Kotaku's la describió como "animada y divertida, pero también valiente y ruda", y agregó que "Al crear sus propios trabajos con Tracer, los fanáticos han convertido esas características en 11. Algunos la describen como infantil, ingenua y despreocupada". Kirk Hamilton, de Kotaku, dijo que ella es "fácilmente la héroe Overwatch más icónica", llamándola su personaje favorito.
Kotaku notó que los jugadores japoneses recibieron Overwatch positivamente, encontrando a los personajes de Tracer y Mei especialmente lindos. La popularidad de Tracer tuvo consecuencias involuntarias; Las búsquedas relacionadas con Overwatch aumentaron un 817% en Pornhub después de que la versión beta abierta del juego se activara, lo que convierte a "Overwatch Tracer" en el término de búsqueda más importante relacionado con el juego. A pesar del descontento con esta pornografía generada por fanáticos, Blizzard se esforzó por eliminarla con resultados poco favorables.
La revelación de que Tracer es una lesbiana fue generalmente bien recibida por los medios de comunicación y los jugadores por igual. USgamer lo llamó "un movimiento impresionante para Blizzard, dado que Tracer es su personaje estrella". Allegra Frank, de Polygon, describió la revelación como una "que los fanáticos han esperado durante mucho, mucho tiempo". Peter Amato de Paste comentó que, con la excepción de una minoría vocal, la mayoría de las reacciones de los fanáticos "iban desde indiferentes a vítores". Varios escritores de Kotaku discutieron la revelación, lo que llevó a un consenso positivo. Kotaku 'sCecilia D'Anastasio señaló una declaración anterior de Blizzard que aclaró la intención de los desarrolladores de que la revelación de un personaje LGBT se desarrolle orgánicamente, comentando: "Siento que el cómic hizo eso. Tracer le compra un pañuelo a su compañero. A su compañero le gusta. Se besan. El cómic avanza. Creo que se manejó bastante bien, aunque la idea de que Blizzard anuncie a un personaje extraño se siente como... un truco". Gita Jackson estuvo de acuerdo con D'Anastasio, y señaló que "estaba definitivamente preocupada de que revelar un personaje extraño saldría como un truco, y estaba muy complacido con la forma en que lo lograron. Esto no se siente simbólico". Compañero Kotakula escritora Heather Alexandra comentó: "Creo que era necesario tener algo explícito... Tener algo definido le da a los jugadores creer un punto de contacto adecuado".
De sus mecánicas de juego, Inquisitr comentó que "las maneras rápidas y evasivas de Tracer la hacen una molestia con la que lidiar". ESPN la describió como "la clásica acosadora de entrada y salida", refiriéndose a su velocidad y su capacidad para parpadear alrededor del mapa. Mike Minotti de VentureBeat dijo; "Tracer es muy divertido de jugar. Todos sus mecánicos de teletransportación/rebobinado son tan únicos y rápidos. Siento que Blizzard ha hecho un gran trabajo haciendo un reparto variado y relativamente equilibrado". En 2017, Screen Rant clasificó a Tracer en el octavo lugar entre los 24 personajes jugables en Overwatch, escribiendo que "un buen Tracer que no se controla puede causar estragos en las líneas de fondo, haciendo que los equipos se retiren incluso antes de que sepan lo que está pasando".